# Acmopyle sahniana
Acmopyle sahniana är en barrträdart som beskrevs av J.T. Buchholz och Netta Elizabeth Gray. Acmopyle sahniana ingår i släktet Acmopyle och familjen Podocarpaceae. IUCN kategoriserar arten globalt som akut hotad. Inga underarter finns listade i Catalogue of Life.